# Haumai
Haumai (punjabi: ਹਉਮੈ) est un concept du sikhisme qui est comparable à l'égoïsme en occident. Il a plusieurs traductions comme la fierté, ou encore: « je-je »; en France la traduction serait le « moi je »; littéralement haumai se traduit par: je suis.

Pour les sikhs il faut lutter contre ce défaut humain qui entraine à la renaissance et la malhonnêteté. Haumai enchaine à la dualité bien-mal en pensée et en action, à l'égocentrisme de l'humain qui veut toujours plus de biens matériels alors qu'il faut juste que l'esprit reste dans les vertus et le partage.
Afin d'atteindre la libération, le croyant doit prier, méditer sur le nom de Dieu (Naam), chanter des louanges, les banis, et pratiquer le sewa: le service désinteressé. Il faut apprendre à connaitre Dieu pour transcender son état naturel. La volonté d'avoir, la volonté du je veux entraîne le malheur intérieur du fait de l'insatisfaction permanente, enseignent les religions orientales. Cet égoïsme ramène au concept sikh de manmukh: l'humain centré sur son ego, à l'opposé de gurmukh: la personne qui suit les préceptes de Dieu. Haumai est un malheur psychologique qui domine l'humain pris dans manmukh. Il faut écouter Dieu et non pas son esprit cupide. La prière aide à briser les chaines de l'ego.
Le poète Bhai Vir Singh compare haumai à un voile de mensonges.
Une histoire sikhe raconte que Guru Ram Das, le cinquième gourou fondateur du sikhisme, avait si peu d'ego, avait dépassé ce stade à tel point, qu'un jour lorsque Baba Sri Chand, un fils de Guru Nanak lui demanda pourquoi il avait une barbe si longue, il répondit que sa barbe lui servait à laver les pieds des gens respectés, comme lui.

Dans l'hindouisme comme dans le sikhisme, cette valeur de lutter contre l'ego démoniaque est retrouvée; la lutte se passe en servant Dieu c'est-à-dire les autres, son prochain dirait le chrétien, comme dans les cantines des temples sikhs, les langars. Le bhakti yoga, le yoga de la prière, est une voie majeure de réalisation dans l'hindouisme; la connaissance en est une autre.